# José Lourenço da Rocha
José Lourenço da Rocha (Doze Ribeiras, 9 de agosto de 1766 — Doze Ribeiras, 24 de outubro de 1844) foi um clérigo e erudito açoriano que ganhou fama de homem sábio e virtuoso, atingindo grande notoriedade na vida religiosa do seu tempo.

## Biografia
Sofrendo de uma paralisia desde os 20 anos de idade, não quis, por vontade própria, passar de sub-diácono, nunca completando as ordens sacras. Ganhou grande fama de erudição, sendo afamados os seus conhecimentos nas letras e as suas virtudes como religioso, sendo considerado um professor sábio e distinto. Francisco Ferreira Drummond afirma que Foi perfeitíssimo latino, retórico, filósofo e teólogo e que 
(...) soube a fundo o grego, francês, italiano, espanhol, e sobretudo manejava tão perfeitamente a língua portuguesa, que se podia reputar um mestre dela.
Foi sepultado no cemitério da paróquia de São Jorge das Doze Ribeiras, a freguesia onde nascera. Os seus restos mortais foram trasladados para a igreja daquela freguesia a 5 de Outubro de 1846, como se encontra registado do respectivo auto, encontrando-se actualmente sob uma lápide colocada na parede lateral esquerda junto à entrada daquele templo.